# Ciriaco Errasti
Ciriaco Errasti Siunaga znany jako Ciriaco (ur. 8 sierpnia 1904 w Eibarze, zm. 8 listopada 1984 tamże) – hiszpański piłkarz, reprezentant kraju, grający na pozycji obrońcy.

## Kariera klubowa
Karierę piłkarską rozpoczął w roku 1925 w Deportivo Alavés. Występował w nim do 1931 nie odnosząc sukcesów (przez 6 lat wystąpił w 48 spotkaniach). 
Następnie został zawodnikiem Realu Madryt. Wraz z zespołem Królewskich w sezonach 1931/32 i 1932/33 zdobył mistrzostwo Hiszpanii. Errasti jako piłkarz Realu w latach 1934 i 1936 zdobywał Puchar Króla. 
Drużynę Królewskich reprezentował w 61 spotkaniach. W wyniku wybuchu wojny domowej w Hiszpanii w 1936, Ciriaco zakończył karierę. 
| Sezon   | Klub             | Kraj      | Rozgrywki        | Mecze | Bramki |
| ------- | ---------------- | --------- | ---------------- | ----- | ------ |
| 1925/26 | Deportivo Alavés | Hiszpania |                  |       |        |
| 1926/27 | Deportivo Alavés | Hiszpania |                  |       |        |
| 1927/28 | Deportivo Alavés | Hiszpania |                  |       |        |
| 1928/29 | Deportivo Alavés | Hiszpania | Segunda División | 17    | 0      |
| 1929/30 | Deportivo Alavés | Hiszpania | Segunda División | 15    | 0      |
| 1930/31 | Deportivo Alavés | Hiszpania | Primera División | 16    | 0      |
| 1931/32 | Real Madryt      | Hiszpania | Primera División | 15    | 0      |
| 1932/33 | Real Madryt      | Hiszpania | Primera División | 16    | 0      |
| 1933/34 | Real Madryt      | Hiszpania | Primera División | 2     | 0      |
| 1934/35 | Real Madryt      | Hiszpania | Primera División | 10    | 0      |
| 1935/36 | Real Madryt      | Hiszpania | Primera División | 18    | 0      |

## Kariera reprezentacyjna
Ciriaco uczestniczył w Igrzysk Olimpijskich 1928, jednak podczas turnieju w Amsterdamie nie zagrał w żadnym spotkaniu.
Debiut Ciriaco w reprezentacji miał miejsce 1 stycznia 1930 w wygranym 1:0 spotkaniu z Czechosłowacją. 
W 1934 został powołany na Mistrzostwa Świata. Na turnieju wystąpił w dwóch spotkaniach, z Brazylią i Włochami. Razem z drużyną osiągnął na tamtym turnieju ćwierćfinał. 
Ostatni mecz w drużynie narodowej La Furia Roja miał miejsce 19 stycznia 1936. Przeciwnikiem była drużyna austriacka, a mecz zakończył się porażką Hiszpanów 4:5. Łącznie w latach 1930–1936 Ciriaco zagrał w 14 spotkaniach reprezentacji Hiszpanii.  
| Mecze i gole w reprezentacji | Mecze i gole w reprezentacji | Mecze i gole w reprezentacji | Mecze i gole w reprezentacji | Mecze i gole w reprezentacji | Mecze i gole w reprezentacji | Mecze i gole w reprezentacji |
| #                            | Data                         | Miasto                       | Przeciwnik                   | Gol                          | Wynik                        | Rozgrywki                    |
| ---------------------------- | ---------------------------- | ---------------------------- | ---------------------------- | ---------------------------- | ---------------------------- | ---------------------------- |
| 1.                           | 01.01.1930                   | Barcelona                    | Czechosłowacja               |                              | 1:0                          | towarzyski                   |
| 2.                           | 14.06.1930                   | Praga                        | Czechosłowacja               |                              | 0:2                          | towarzyski                   |
| 3.                           | 22.06.1930                   | Bolonia                      | Włochy                       |                              | 3:2                          | towarzyski                   |
| 4.                           | 30.11.1930                   | Porto                        | Portugalia                   |                              | 1:0                          | towarzyski                   |
| 5.                           | 19.04.1931                   | Bilbao                       | Włochy                       |                              | 0:0                          | towarzyski                   |
| 6.                           | 26.04.1931                   | Barcelona                    | Irlandia                     |                              | 1:1                          | towarzyski                   |
| 7.                           | 13.12.1931                   | Dublin                       | Irlandia                     |                              | 5:0                          | towarzyski                   |
| 8.                           | 24.04.1932                   | Oviedo                       | Jugosławia                   |                              | 2:1                          | towarzyski                   |
| 9.                           | 23.04.1933                   | Paryż                        | Hiszpania                    |                              | 1:0                          | towarzyski                   |
| 10.                          | 30.04.1933                   | Belgrad                      | Jugosławia                   |                              | 1:1                          | towarzyski                   |
| 11.                          | 21.05.1933                   | Madryt                       | Bułgaria                     |                              | 13:0                         | towarzyski                   |
| 12.                          | 27.05.1934                   | Genua                        | Brazylia                     |                              | 3:1                          | MŚ 1934                      |
| 13.                          | 31.05.1934                   | Florencja                    | Włochy                       |                              | 1:1                          | MŚ 1934                      |
| 14.                          | 19.01.1936                   | Madryt                       | Austria                      |                              | 4:5                          | towarzyski                   |

## Sukcesy
Real Madryt
- Mistrzostwo Primera División (2): 1931/32, 1932/33
- Puchar Króla (2): 1933/34, 1935/36